# Marco Cornaro (1557–1625)
Marco Cornaro também Marco Corner (1557 – 11 de junho de 1625) foi um prelado católico romano que serviu como bispo de Pádua (1594–1625).

## Biografia
Marco Cornaro nasceu em Veneza, na Itália, em 1557. A 12 de dezembro de 1594, foi nomeado Bispo de Pádua durante o papado de Clemente VIII. No dia 21 de dezembro de 1594, foi consagrado bispo por Agostino Valier, bispo de Verona, com Francesco Cornaro, bispo de Treviso, e Antonio Grimani, bispo de Torcello, servindo como co-consagradores. Serviu como Bispo de Pádua até à sua morte a 11 de junho de 1625.

## Sucessão episcopal
Enquanto bispo, foi o consagrador principal de:
- Ubertinus Papafava, Bispo de Adria;

e co-consagrador principal de:
- Andrea Sorbolonghi, (1600);
- Pomponio de Magistris, (1608);
- Giambattista Leni, (1608);
- Erasmo Paravicini, (1611);
- Giovanni Emo, (1611);
- Ludovico Sarego, (1612);
- Giovanni Battista de Aquena, (1613);
- Ottaviano Garzadoro, (1614);
- Giovanni Francesco Guidi di Bagno, (1614);
- Scipione Pasquali, (1615);
- Giovanni dei Gualtieri, (1615).